# Guraleus florus
Guraleus florus é uma espécie de gastrópode do gênero Guraleus, pertencente a família Mangeliidae.